# Kukang
Kukang (Nycticebus) – rodzaj ssaków naczelnych z podrodziny Lorisinae w obrębie rodziny lorisowatych (Lorisidae).

## Zasięg występowania
Rodzaj obejmuje gatunki występujące w południowej Azji.

## Morfologia
Długość ciała 19,5–38 cm, ogon szczątkowy; masa ciała 265–2100 g.

## Systematyka
Rodzaj zdefiniował w 1812 roku francuski przyrodnik Étienne Geoffroy Saint-Hilaire w artykule poświęconym kontynuacji tabel systematycznych czworonogów, opublikowanym w czasopiśmie Annales du Muséum d’histoire naturelle. Geoffroy Saint-Hilaire wymienił kilka gatunków – Loris ceylonicus G. Fischer, 1804 (= Lemur tardigradus Linnaeus, 1758), Lori bengalensis Lacépède, 1800, Nycticebus javanicus É. Geoffroy Saint-Hilaire, 1812 i Lemur Potto P.L.S. Müller, 1776 – z których gatunkiem typowym jest (późniejsze oznaczenie) Lori bengalensis Lacépède, 1800 (kukang bengalski).

### Etymologia
Nycticebus: gr. νυκτι- nukti- ‘nocny’, od νυξ nux, νυκτος nuktos ‘noc’; κηβος kēbos ‘długoogoniasta małpa’.

### Podział systematyczny
Do rodzaju należą następujące występujące współcześnie gatunki:
| Grafika | Gatunek                | Autor i rok opisu               | Nazwa zwyczajowa      | Podgatunki         | Rozmieszczenie geograficzne | Podstawowe wymiary                             | Status IUCN |
| ------- | ---------------------- | ------------------------------- | --------------------- | ------------------ | --- | ---------------------------------------------- | ----------- |
|         | Nycticebus bengalensis | (Lacépède, 1800)                | kukang bengalski      | gatunek monotypowy | wschodni Bangladesz, północno-wschodnie Indie, południowo-środkowa Chińska Republika Ludowa (południowy Junnan i prawdopodobnie południowe Kuangsi), Mjanma (z archipelagiem Mergui), Tajlandia, Laos, Wietnam i Kambodża; być może północny Półwysep Malajski | DC: 34–38 cm DO: szczątkowy MC: 650–2100 g     | EN          |
|         | Nycticebus coucang     | (Boddaert, 1785)                | kukang większy        | 2 podgatunki       | południowa Tajlandia, Półwysep Malajski (z wyspami Penang, Langkawi i Tioman), Singapur i Indonezja (Sumatra, wyspy Cieśniny Malakka i Archipelag Riau) | DC: 24–29 cm DO: szczątkowy MC: 483–706 g      | EN          |
|         | Nycticebus hilleri     | Stone & Rehn, 1902              |                       | gatunek monotypowy | endemit Indonezji (najwyraźniej północna Sumatra, głównie wyżyny prowincji Sumatra Północna i Aceh) | DC: 26–29 cm DO: szczątkowy MC: 532–845 g      | EN          |
|         | Nycticebus javanicus   | É. Geoffroy Saint-Hilaire, 1812 | kukang jawajski       | gatunek monotypowy | endemit Indonezji (zachodnia i środkowa Jawa oraz izolowana populacja we wschodniej części wyspy); zakres wysokości: 0–1800 m n.p.m. | DC: około 25 cm DO: szczątkowy MC: 750–1150 g  | CR          |
|         | Nycticebus menagensis  | (Lyddaker, 1893)                | kukang borneański     | 2 podgatunki       | Borneo, północne Wyspy Natuna, południowe Filipiny (Tawi-Tawi, Bongao, Sanga-Sanga, być może więcej wysp w Archipelagu Sulu) | DC: 27–30 cm DO: szczątkowy MC: 265–800 g      | VU          |
|         | Nycticebus borneanus   | Lyon, 1906                      | kukang ciemnolicy     | gatunek monotypowy | endemit Indonezji (południowo-środkowe Borneo (zachodni, południowy i środkowy Kalimantan z wyłączeniem skrajnie południowo-zachodniej części, na południe od rzeki Kapuas, na wschód od rzeki Barito)                                                         | DC: około 26 cm DO: szczątkowy MC: brak danych | VU          |
|         | Nycticebus bancanus    | Lyon, 1906                      | kukang rdzawogrzbiety | gatunek monotypowy | endemit Indonezji; wyspa Bangka (nie raportowany od 1937 roku) i być może wyspa Belitung; niepewny na Borneo | DC: około 26 cm DO: szczątkowy MC: brak danych | CR          |
|         | Nycticebus kayan       | Munds, Nekaris & Ford, 2013     | kukang okularowy      | gatunek monotypowy | północne i środkowe Borneo w Malezji (Sarawak i Sabah) i Indonezji (wschodni Kalimantan, na południe do rzeki Mahakam) | brak danych                                    | VU          |

Kategorie IUCN:  VU  – gatunek narażony,  EN  – gatunek zagrożony,  CR  – gatunek krytycznie zagrożony.
Opisano również mioceński gatunek wymarły z Tajlandii:
- Nycticebus linglom Mein & Ginsburg, 1997